# Gondeville
Gondeville – miejscowość i dawna gmina we Francji, w regionie Nowa Akwitania, w departamencie Charente. W 2013 roku populacja ówczesnej gminy wynosiła 548 mieszkańców. 
W dniu 1 stycznia 2019 roku z połączenia dwóch ówczesnych gmin – Mainxe oraz Gondeville – powstała nowa gmina Mainxe-Gondeville. Siedzibą gminy została miejscowość Gondeville. 